# Fujuki Hattori
Fujuki Hattori (服部 冬樹, Hattori Fuyuki, * 1955) je japonský fotograf aktivní ve 20. století. Jeho fotografie jsou ve sbírce Tokijského muzea fotografie.